# 田强
田强，新朝至东汉初年武陵郡蛮族首领。武陵郡酉阳（今湖南永顺县一带）人。
始建国元年（9年），王莽篡汉建新，田强拒绝王莽所赐金印。新朝末年，绿林军、赤眉军起义，武陵郡地区蛮族以田强为首，在酉阳起义，势力迅速扩大到沅水东西两岸。田强有子七人，都雄勇有力，以其子三人率兵五万，屯守在沅东，筑上、中、下三城，烽火相应。汉光武帝建武二十四年（48年），汉军前去征讨，上城不等军至，举烽火失信。等到再举烽火，中、下两城都没有回应，于是被汉军所败。